# Mistrovství České republiky v atletice 2011
42. Mistrovství České republiky mužů a žen v atletice 2011 se uskutečnilo ve dnech 2.–3. července 2011 v Brně.

## Medailisté

### Muži
| Soutěž                         | Zlato                                                                         | Stříbro                                                                    | Bronz                                                                    |
| 100 m                          | Pavel Maslák 10,22                                                            | Lukáš Milo 10,32                                                           | Jan Veleba 10,35                                                         |
| 200 m                          | Vojtěch Šulc 21,19                                                            | Lukáš Milo 21,30                                                           | Lukáš Šťastný 21,41                                                      |
| 400 m                          | Theodor Jareš 47,38                                                           | Tomáš Bošek 47,44                                                          | Pavel Jiráň 47,69                                                        |
| 800 m                          | Martin Hošek 1:51,30                                                          | Jakub Ševčík 1:51,56                                                       | Matěj Blahůt 1:51,71                                                     |
| 1500 m                         | Vladimír Bartůněk 3:54,12                                                     | Lukáš Kourek 3:54,89                                                       | Adam Kouba 3:54,97                                                       |
| 5000 m                         | Milan Kocourek 14:06,28                                                       | Jan Kreisinger 14:07,28                                                    | Jakub Živec 14:32,61                                                     |
| 110 m př.                      | Martin Mazáč 13,62                                                            | Tomáš Kavka 14,22                                                          | Petr Peňáz 14,29                                                         |
| 400 m př.                      | Josef Prorok 51,26                                                            | Mužík Jiří 51,71                                                           | Michal Uhlík 52,15                                                       |
| 3000 m př.                     | Milan Kocourek 8:59,99                                                        | Martin Kučera 9:07,82                                                      | Ondřej Marek 9:08,19                                                     |
| 4 × 100 m                      | Michal Čada Lukáš Šťastný Lukáš Maslák Petr Lichý Dukla Praha 40.80           | Libor Žilka Jiří Vojtík Pavel Jiráň Martin Mazáč Olymp Praha 40.82         | Jan Feher Rostislav Šulc Vojtěch Šulc Ondřej Benda Spartak Praha 4 40.96 |
| 4 × 400 m                      | Jindřich Šimánek Václav Barák Josef Prorok Theodor Jareš Slavia Praha 3:14.48 | Vít Rejmon Radek Fischer Lukáš Fetter Vojtěch Šulc Spartak Praha 4 3:19.05 | Tomáš Pelc Jan Pernica Ondřej Šíp Tomáš Krupka Slavia Praha B 3:20.83    |
| Skok do výšky                  | Jaroslav Bába 2,25 m                                                          | Stanislav Sajdok 2,14 m                                                    | Martin Heindl 2,10 m                                                     |
| Skok o tyči                    | Adam Ptáček Jan Kudlička 5,20 m                                               | xxx                                                                        | Adam Pašiak 5,20 m                                                       |
| Skok daleký                    | Roman Novotný 7,85 m                                                          | Štěpán Wagner 7,79 m                                                       | Milan Pírek 7,60 m                                                       |
| Trojskok                       | Roman Novotný 15,51 m                                                         | Petr Hnízdil 15,36 m                                                       | Ondřej Hanuš 15,16 m                                                     |
| Vrh koulí                      | Jan Marcell 19,41 m                                                           | Antonín Žalský 19,30 m                                                     | Martin Stašek 18,05 m                                                    |
| Hod diskem                     | Jan Marcell 65,71 m                                                           | Libor Malina 60,34 m                                                       | Miroslav Pudivítr 60,16 m                                                |
| Hod kladivem                   | Pavel Sedláček 65,26 m                                                        | Michal Fiala 64,84 m                                                       | Jan Dvořák 60,38 m                                                       |
| Hod oštěpem                    | Vítězslav Veselý 77,22 m                                                      | Jakub Vadlejch 75,22 m                                                     | Jan Syrovátko 68,30 m                                                    |
| Desetiboj Praha 28.–29.5.2011  | Adam Sebastian Helcelet 7969 bodů                                             | David Sazima 7493 bodů                                                     | František Staněk 7410 bodů                                               |
| 20 km chůze Poděbrady 9.4.2011 | Karel Ketner 1:30:38                                                          | Roman Říha 1:31:37                                                         | Jan Polášek 1:32:02                                                      |

### Ženy
| Soutěž                         | Zlato                                                                                 | Stříbro                                                                                | Bronz                                                                                         |
| 100 m                          | Kateřina Čechová 11,35                                                                | Iveta Mazáčová 11,47                                                                   | Denisa Rosolová 11,49                                                                         |
| 200 m                          | Denisa Rosolová 23,42                                                                 | Kateřina Čechová 23,60                                                                 | Zuzana Hejnová 24,11                                                                          |
| 400 m                          | Jitka Bartoničková 54,85                                                              | Veronika Šťastná 56,55                                                                 | Pavla Rousková 56,73                                                                          |
| 800 m                          | Tereza Čapková 2:04,53                                                                | Diana Mezuliáníková 2:08,97                                                            | Jana Melichová 2:11,26                                                                        |
| 1500 m                         | Marcela Lustigová 4:22,24                                                             | Eva Krchová 4:24,40                                                                    | Kristiina Sasínek Mäki 4:28,63                                                                |
| 5000 m                         | Květoslava Pecková 16:41,20                                                           | Martina Bařinová 16:43,30                                                              | Petra Kamínková 17:01,40                                                                      |
| 100 m př.                      | Lucie Škrobáková 13,10                                                                | Zuzana Hejnová 13,27                                                                   | Kateřina Rajmová 13,67                                                                        |
| 400 m př.                      | Zuzana Bergrová 57,25                                                                 | Kristina Volfová 59,13                                                                 | Veronika Vojtíková 1:00,78                                                                    |
| 3000 m př.                     | Michaela Drábková 10:38,45                                                            | Petra Kubešová 10:48,55                                                                | Ivana Sekyrová 10:50,69                                                                       |
| 4 × 100 m                      | Iveta Mazáčová Monika Táborská Jana Branišová Kateřina Čechová Olymp Praha 44.61      | Lucie Škrobáková Pavlína Humpolíková Kristina Bažatová Denisa Rosolová USK Praha 45.52 | Kateřina Líbalová Jana Janoušová Nicola Radostová Kristýna Šrobová TEPO Kladno 48.19          |
| 4 × 400 m                      | Veronika Mráčková Radka Stružková Tereza Čapková Jitka Bartoničková USK Praha 3:50.43 | Jana Hrudková Nikola Jelenová Kateřina Turková Kristina Volfová Slavia Praha 3:54.50   | Ludmila Vlčková Alena Ulrichová Michaela Drábková Pavla Rousková SK Nové Město n/Met. 3:57.23 |
| Skok do výšky                  | Oldřiška Marešová 1,82 m                                                              | Magdalena Nová 1,79 m                                                                  | Romana Dubnova 1,75 m                                                                         |
| Skok o tyči                    | Jiřina Ptáčníková 4,20 m                                                              | Aneta Morysková 3,85 m                                                                 | Jana Brožová 3,65 m                                                                           |
| Skok daleký                    | Kateřina Líbalová 6,15 m                                                              | Lucie Kostnerová 5,76 m                                                                | Michaela Kučerová 5,70 m                                                                      |
| Trojskok                       | Lucie Májková 13,16 m                                                                 | Kateřina Líbalová 12,83 m                                                              | Gabriela Vaculová 12,76 m                                                                     |
| Vrh koulí                      | Jana Kárníková 15,95 m                                                                | Markéta Červenková 15,04 m                                                             | Andrea Valešová 13,76 m                                                                       |
| Hod diskem                     | Věra Cechlová 63,40 m                                                                 | Eliška Staňková 57,82 m                                                                | Jitka Kubelová 57,37 m                                                                        |
| Hod kladivem                   | Kateřina Šafránková 66,55 m                                                           | Tereza Králová 63,35 m                                                                 | Kristýna Kroužková 59,75 m                                                                    |
| Hod oštěpem                    | Barbora Špotáková 64,65 m                                                             | Jarmila Klimešová 55,28 m                                                              | Irena Šedivá 52,85 m                                                                          |
| Sedmiboj Praha 28.–29.5.2011   | Jana Korešová 5663 bodů                                                               | Alena Galertová 4900 bodů                                                              | Kateřina Vodová 4702 bodů                                                                     |
| 20 km chůze Poděbrady 9.4.2011 | Lucie Pelantová 1:37:19                                                               | Zuzana Schindlerová 1:39:44                                                            | Karolína Škrášková 1:52:40                                                                    |